# John St. Aubyn (1829-1908)
Pour les articles homonymes, voir John St. Aubyn.
John St. Aubyn (23 octobre 1829 – 14 mai 1908), 1er baron St Levan (en), 2e baronnet, est un homme politique anglais.

## Biographie
Petit-fils du général William Knollys, il suivit ses études à Eton et au Trinity College. St. Aubyn était honorable colonel du Duke of Cornwall's Light Infantry. Il a également été Deputy Lieutenant et J.P. de Cornwall, et le Deputy Special Warden of the Stannaries.
St. Aubyn a été élu député de Cornwall West sous la bannière libérale en 1858, un siège qu'il a occupé jusqu'en 1885, lorsque la circonscription a été remplacée en vertu du Redistribution of Seats Act 1885.
Il épousa la fille de l'amiral John Townshend, 4e marquis Townshend.